# Maximilian Pirner

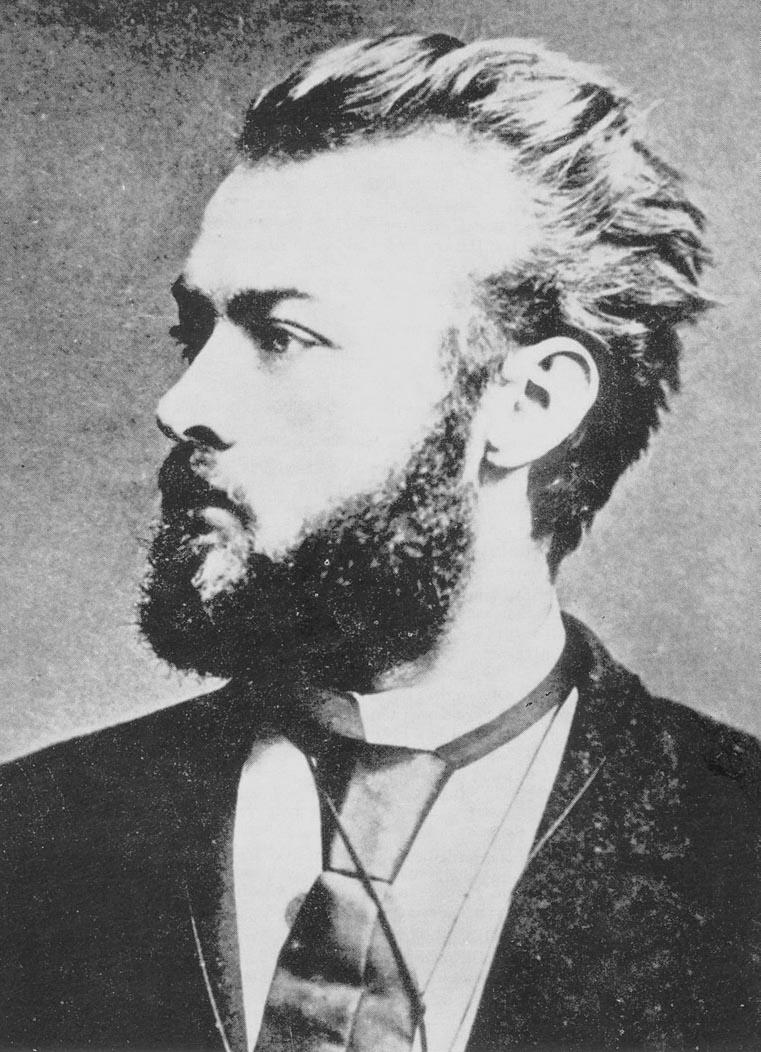
Maximilian Pirner, 1880

Maximilian Pirner (ur. 13 lutego 1853 w Sušice, zm. 2 kwietnia 1924 w Pradze) – czeski malarz, członek Stowarzyszenia Secesji Wiedeńskiej, związany ze Stowarzyszeniem Sztuk Pięknych Mánes.

## Życiorys
Pirner zdobywał doświadczenie i wiedzę z dziedziny sztuk pięknych na dwóch uczelniach: Akademii Sztuk Pięknych w Pradze (1872-1874) i Akademii Sztuk Pięknych w Wiedniu (1875-1879). Do 1887 roku mieszkał w Wiedniu. W tamtym czasie nie angażował się w życie lokalnego środowiska artystycznego, za to został wykładowcą na Akademii w Pradze. W 1896 roku zdobył tytuł profesora.

## Tematyka i krytyka prac
Pirner w swoich dziełach skupiał się na mitologii (Medusa (1891), Hekate (1901)) i scenach makabrycznych (Sleepwalker (1878), Daemon Love (1893), Allegory of Death (1895)). Naszkicował wiele kobiecych ciał, wiele z nich było aktami. Wykonywał również witraże i medale.
Choć jeden z krytyków nazwał go mistrzem krzywej, Pirner miał również swoich przeciwników. Jeden z nich stwierdził, że jego dzieła są przesadnie wyrafinowane.

## Wybrane dzieła

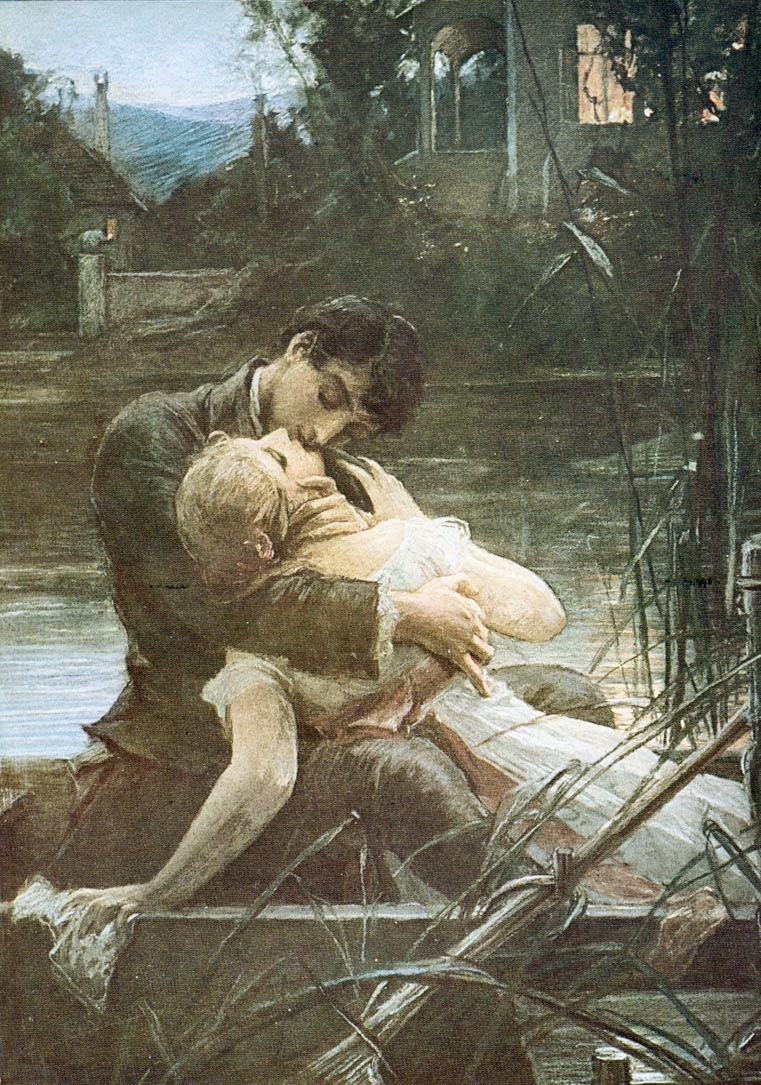
At the Heights (1883–84)
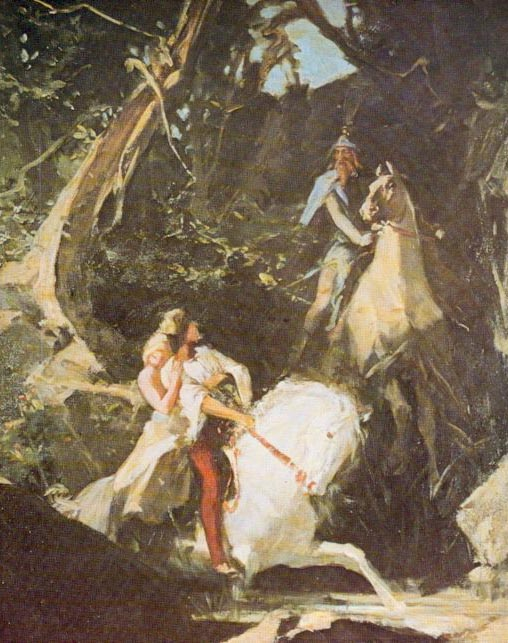
Lovers (1885)
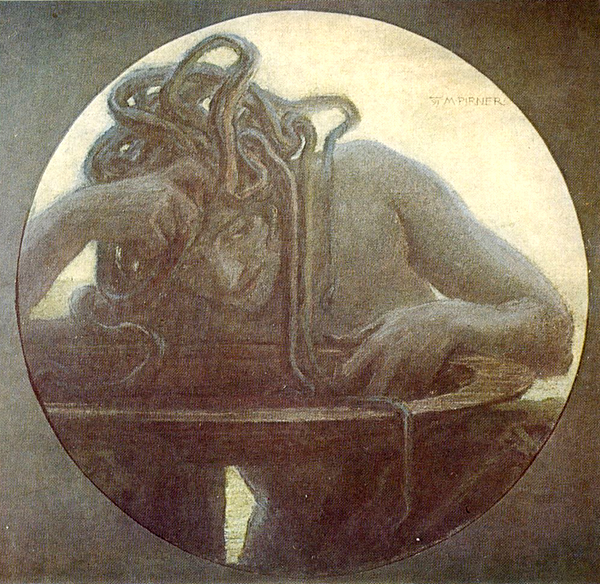
Medusa (1891)
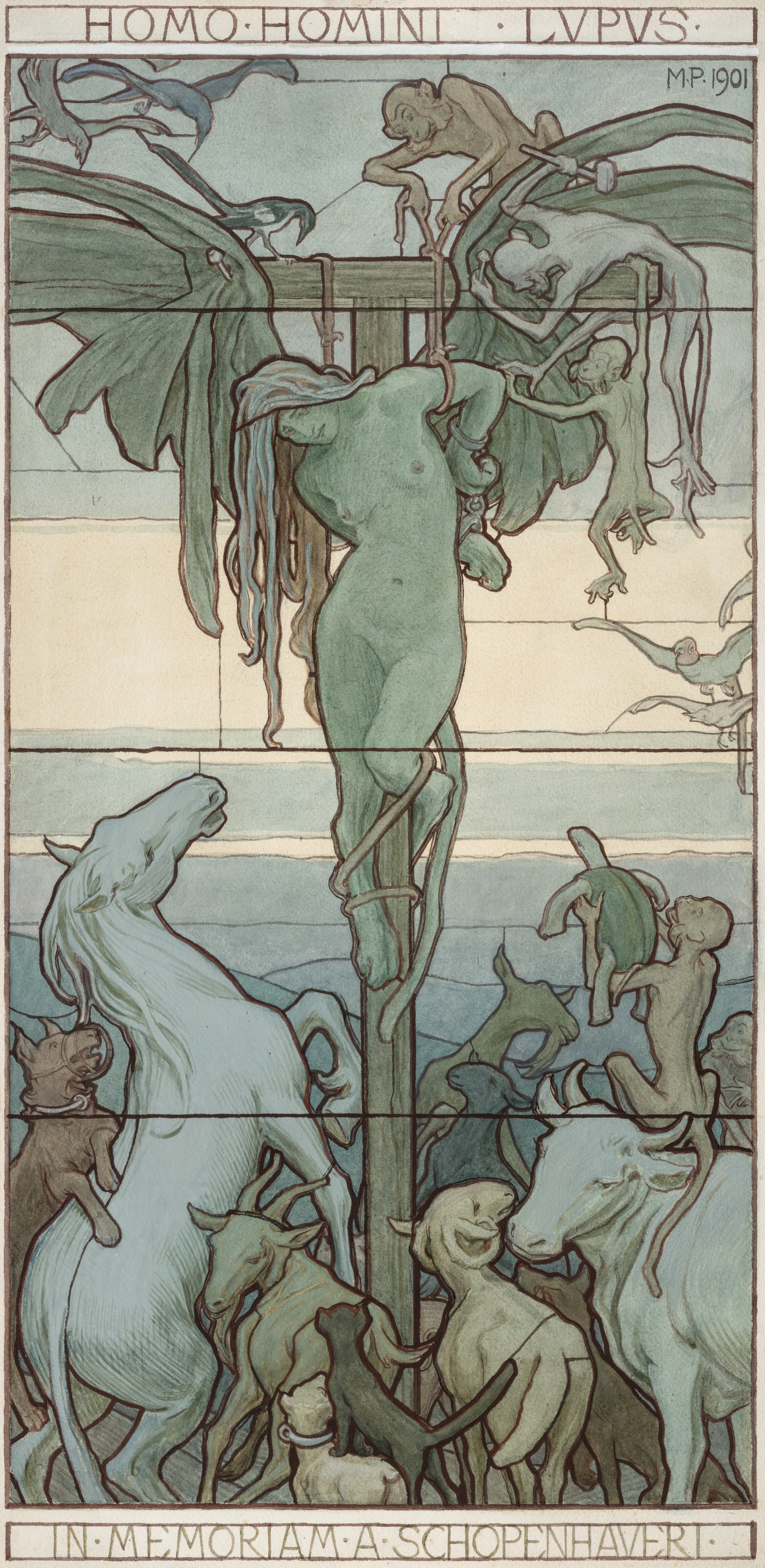
Homo homini lupus (1901)
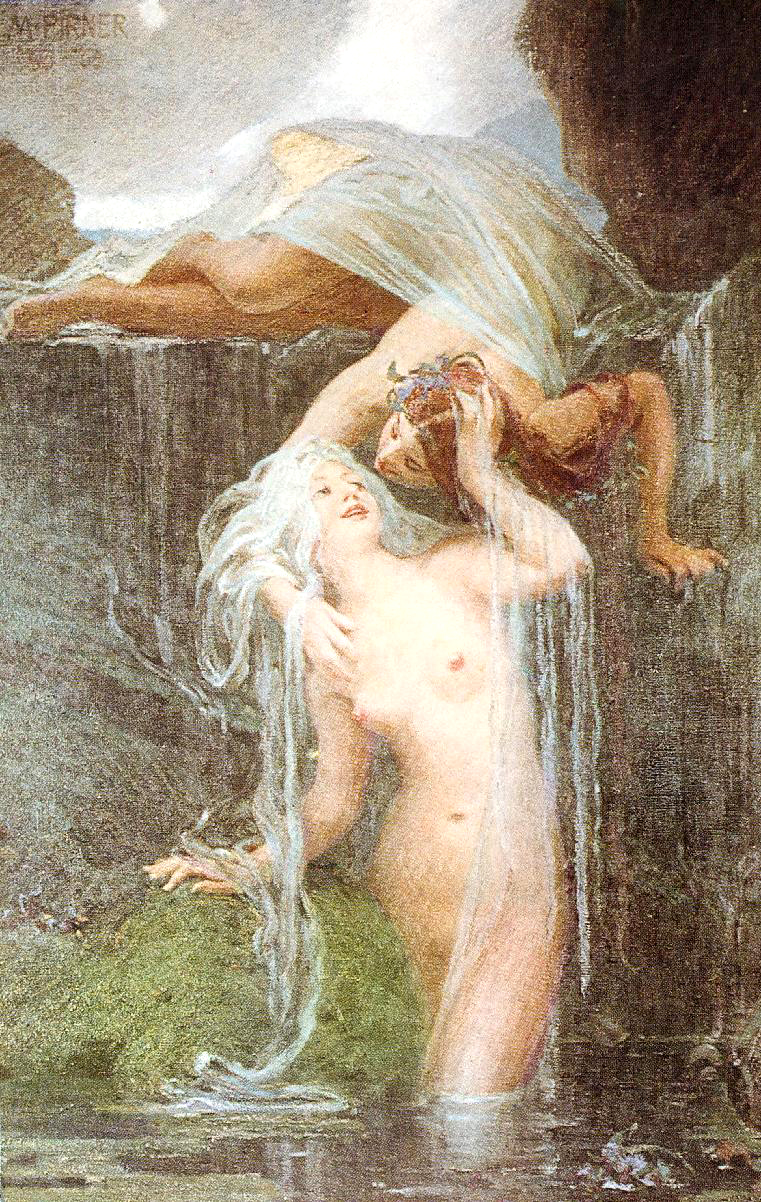
The Stream (1903)